# Cần-Thơ-Brücke
Die Cần-Thơ-Brücke ist eine Schrägseilbrücke im Mekong-Delta im Süden von Vietnam. Benannt ist sie nach der größten Stadt im Mekong-Delta, Cần Thơ. Sie ist 2,65 km lang und 26 m breit. Die vierspurige Fahrbahn befindet sich auf einer Höhe von 39 m über dem Wasserspiegel, um die Durchfahrt von Schiffen zu ermöglichen.
Der Spatenstich erfolgte am 25. September 2004 durch Premierminister Phan Văn Khải, die Brücke sollte Ende 2008 fertiggestellt sein. Am 26. September 2007 kam es zu einem schweren Unfall, als ein 90 m langes Teilstück der Zufahrtsrampe, die sich rund 30 m über dem Boden befindet, einstürzte. Dabei kamen zirka 52 Menschen ums Leben, 140 wurden verletzt.
Die Brücke wurde am 24. April 2010 eröffnet und ist mit ca. 342,6 Millionen US-Dollar die zurzeit teuerste Brücke in Vietnam.